# حوزه انتخابیه هفتم کلرادو
حوزه انتخابیه هفتم کلرادو یک حوزه انتخابیه مجلس نمایندگان آمریکا است که در ایالت کلرادو قرار دارد.